# Восточносибирская чайка
Восточносибирская чайка (лат. Larus vegae) — вид птиц из семейства чайковых.

## Таксономия
Систематика сибирской серебристой чайки до сих пор остается спорной и неопределенной. Её рассматривают или как отдельный вид, или как подвид американской серебристой чайки (Larus smithsonianus).

## Описание
Голова сибирской серебристой чайки зимой сильно испещрена коричневыми прожилками, особенно на спинке и по бокам шеи, образуя воротник. Ноги обычно ярко-розовые. Взрослую восточносибирскую чайку зимой можно принять за очень похожих на неё тихоокеанскую чайку (L. schistisagus) и западную чайку (L. occidentalis). Цвет глаз варьирует, но обычно тёмный с красным. Клюв жёлтого цвета с красным пятном, за исключением чаек первой и второй зимы, где клюв может быть почти полностью темно-серым или чёрным, при этом серая часть сжимается, пока не достигнет зрелости.

## Положениемонгольской чайки

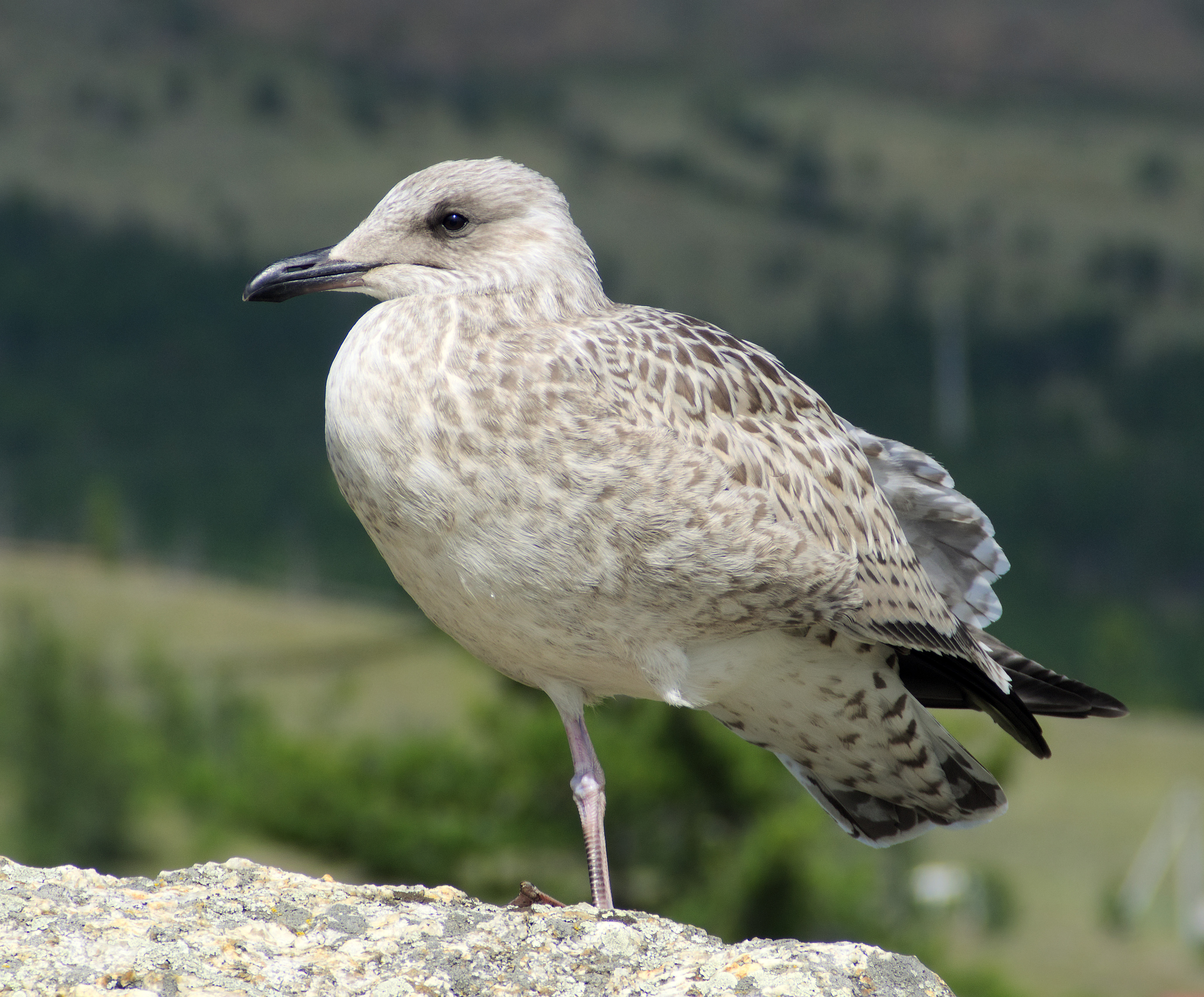
Молодая восточносибирская чайка

Монгольская чайка (Larus mongolicus) — самостоятельный вид, который иногда рассматривается как подвид восточносибирской серебристой чайки (Larus vegae mongolicus). Спина и крылья монгольской чайки различаются по окраске. Они часто имеют серый цвет, похожий на чайку Бирули (Larus vegae  taimyrensis, она же Larus vegae birulai), но могут быть намного темнее. Голова монгольской чайки круглый год преимущественно белая, с едва заметными зимними прожилками. Ноги обычно розовые, а цвет глаз обычно бледный. Клюв жёлтый с большим красным пятном и часто с темными отметинами у чаек первого, второго и третьего года жизни.

## Ареал и места обитания

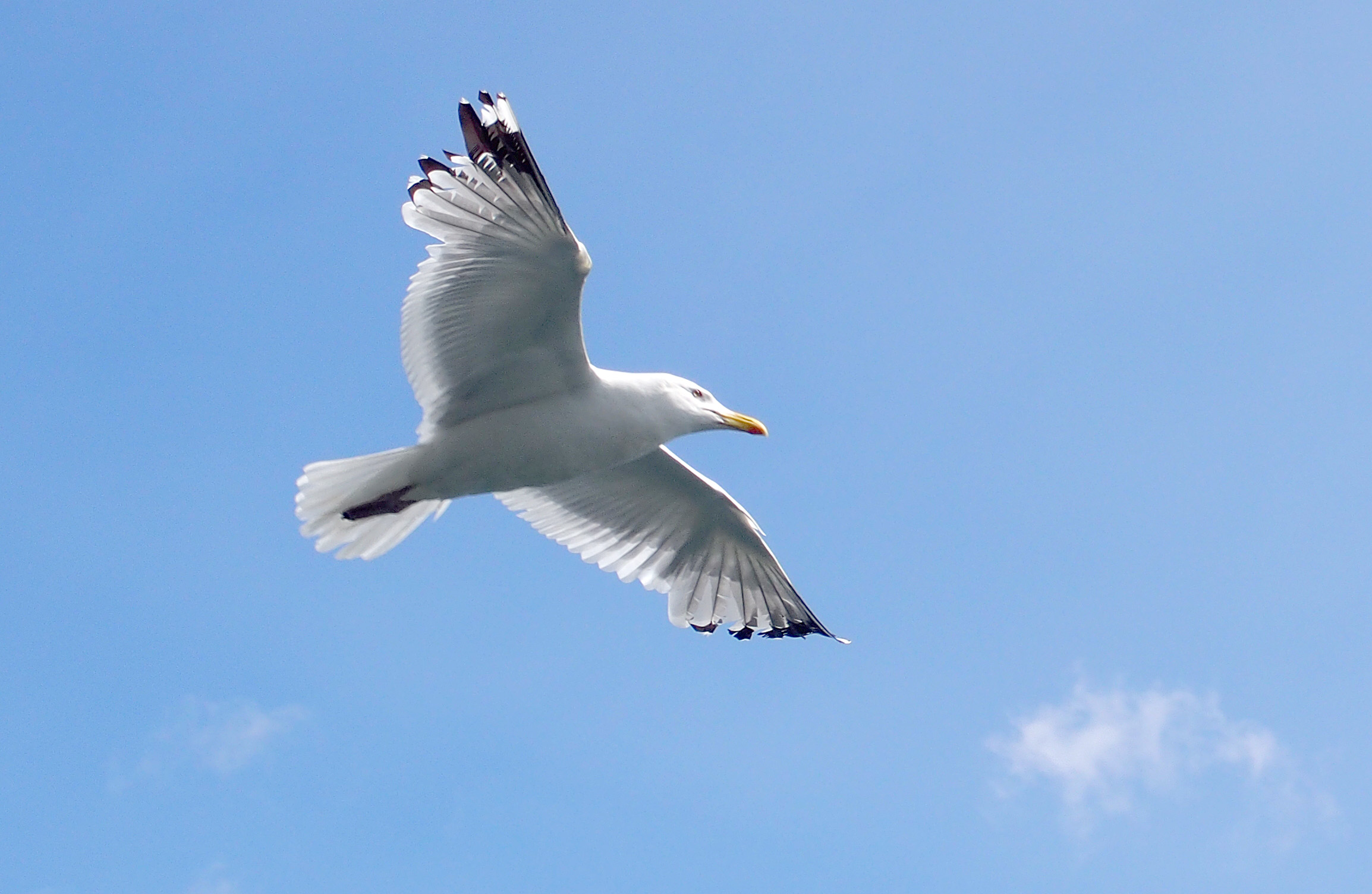
Восточносибирская чайка в полёте

Сибирские серебристые чайки гнездятся на северо-востоке Сибири, а зимой — в Японии, Корее, южном и восточном Китае и на Тайване. Их регулярно можно увидеть на острове Св. Лаврентия и Номе (Аляска) и они могут там размножаться. Есть также записи из других частей западной Аляски и несколько фото задокументированных записей из Вашингтона и Калифорнии. Зимой они обычно обитают в гаванях, на скалистых берегах и в устьях рек.